# Debden (Uttlesford)
Debden is een kleine agrarische civil parish in het bestuurlijke gebied Uttlesford, in het Engelse graafschap Essex. 